# Rayna Von Tash
Rayna Von Tash, pseudonimo di Rayna Fire (1980), è una wrestler statunitense.
È meglio conosciuta per le sue apparizioni in Shimmer Women Athletes, Pro Wrestling Respect, Women Superstars Uncensored e KYDA Pro. Attualmente lavora per diverse promotions indipendenti nel Nord degli Stati Uniti e anche nella promotion tutta al femminile, la SHIMMER.

## Carriera

### Pro Wrestling Respect
Frequentando la ROH Wrestling Academy Rayna Von Tash ha avuto il privilegio di prendere parte al primo show della scuola di Wrestling di Daizee Haze e Delirious, la Pro Wrestling Respect. Nel primo show, che ha avuto luogo il 24 gennaio 2010, ha partecipato nel Main Event della federazione lottando contro la sua mentore Daizee Haze. Tuttavia l'esperienza di Daizee Haze è prevalsa e dopo un Mind Trip Rayna è stata schienata. Il 14 marzo 2010, in occasione del secondo show della federazione, Rayna Von Tash ha fatto coppia con l'altra Rookie Jamilia Craft lottando contro un team insormontabile come quello di Daizee Haze e MsChif. Tuttavia le rookies hanno dato tutto quello che avevano e sono riuscite anche ad ottenere la vittoria per squalifica quando MsChif ha utilizzato il green mist su Rayna. Questo comportamento di MsChif, così irrispettoso, ha portato Daizee Haze a sciogliere il team e a fare coppia con Rayna nel terzo show in un tag team match contro la stessa MsChif e la debuttante "Bonesaw" Jessie Brook. Ad ottenere la vittoria è stato il team di Daizee e Rayna che si è portata la vittoria per schienamento dopo un Tiger Suplex di "The Haze" sulla Former SHIMMER Champion MsChif.

### SHIMMER Women Athletes
Il 18 aprile 2009 è stato annunciato sulla SHIMMER Board, da Dave Prazak, che Rayna Fyre, la prima graduata della SHIMMER Wrestling Academy, avrebbe fatto il suo debutto nello SPARKLE dei tapings del 2 e 3 maggio 2009. Il suo primo match in SHIMMER, nello SPARKLE, è stato il 2 maggio dove ha fatto coppia con Rachel Summerlyn contro il Team di Sassy Stephie e Kimberly Kash e ad ottenere la vittoria è stata proprio Rayna, che ha cambiato il suo nome da Rayna Fyre a Rayna Von Tash per l'occasione, schienando Sassy Stephie con un Roll-Up. Con questa vittoria si è garantita uno Spot nel Main Roster, che ha sfruttato nel Volume 24 dove ha fatto coppia con Tenille contro l'Experience (Lexie Fyfe e Malia Hosaka) che le ha sconfitte con un Double Gourdbuster su Rayna. Saltando il Volume 25 ha fatto il suo ritorno nel Volume 26 dove si è confrontata con la sua insegnante Daizee Haze in uno "Student vs Teacher Match" che è stato vinto da Daizee Haze con il suo Mind Trip. A causa di un precedente schedule ha dovuto saltare i tapings del 19 ottobre dove sono stati registrati i Volume 27 e 28 ma Rayna non ha certo abbandonato la SHIMMER ed è tornata nel Volume 29 dove ha lottato contro Allison Danger, la co-founder della SHIMMER. A trionfare è stata Allison Danger che nel post match ha stretto la mano a Rayna e si è complimentata con lei per i suoi progressi al microfono. Nel Volume 31 Rayna Von Tash è stata sconfitta da Malia Hosaka.

### Women Superstars Uncensored
Rayna ha fatto il suo debutto ufficiale nel Pro Wrestling per la Women Superstars Uncensored quando è stata introdotta da Mercedes Martinez, al quel tempo infortunata, come sua allieva e ha lottato il suo primo match in singolo contro Becky Bayless, perdendo tuttavia per un Illegal Pin. Il 22 agosto 2008 avrebbe dovuto avere un match con la WSU Champion Angel Orsini che l'ha però attaccata prima che il match iniziasse brutalizzandola, solo per mandare un messaggio a Mercedes Martinez, la sua rivale. Fortunatamente Dawn Marie e Portia Perez sono riuscite a salvarla dal peggio. Il 10 ottobre Rayna ha avuto un match con Roxie Cotton che ha vinto solo per squalifica quando ancora una volta è stata brutalizzata da Angel Orsini che l'ha infortunata in modo tale che non potesse lottare per cirda due settimane. A causa di tutti gli attacchi di Angel Orsini a Rayna Fyre è stata garantita una title shot al WSU Title che ha sfruttato il 15 novembre 2008 in un Singles Match con Angel Orsini. Nonostante abbia dato il massimo in quella sfida Rayna non è riuscita a sconfiggere Angel e di conseguenza non ha vinto il titolo. Dopo questa sconfitta Rayna si è lanciata nella categoria tag team creando un tag team con la debuttante Brooke Carter con la quale ha perso un match di coppia il 29 novembre 2008 contro Tryxie Lynn e Melissa Coates. Rayna ha continuato a lottare in WSU anche nel 2009 e ha iniziato l'anno nel migliore dei modi quando lei e Brooke Carter sono riuscite a sconfiggere le Soul Sisters (Jana e Latasha) in un Tag Team Match il 10 gennaio 2009. Tuttavia, più tardi quella sera, Rayna è stata sconfitta da Melissa Coates e successivamente lei e la sua compagna sono state brutalizzate da Jana che nel frattempo ha turnato Heel. Tuttavia Brooke Carter ha rotto il team con Rayna per fare coppia con Miss April, un'altra rookie e da allora Rayna non è più apparsa per la promotion

## In Wrestling
- Finishing & Trademark Moves
  - The Va Va Voom
  - Velvet Hammer
  - Corset Clutch
  - Bodyslam
  - Elbow Drop
  - Running Bulldog
  - Suplex
- Managers
  - Jamilia Craft
  - Brooke Carter
  - Mercedes Martinez